# Jacques Aletti
Jacques Aletti (Francia, 18 de marzo de 1955) es un atleta francés retirado especializado en la prueba de salto de altura, en la que consiguió ser subcampeón europeo en pista cubierta en 1976.

## Carrera deportiva
En el Campeonato Europeo de Atletismo en Pista Cubierta de 1976 ganó la medalla de plata en el salto de altura, con un salto por encima de 2.19 metros, tras el soviético Sergey Senyukov (oro con 2.22 metros) y por delante del alemán Walter Boller (bronce también con 2.19 metros pero en más intentos).